# Ramat Rajel
Ramat Rajel (en hebreo: רמת רחל) es un kibutz ubicado en el Distrito de Jerusalén en Israel, al sur de la ciudad de Jerusalén y antes de llegar a Belén. Fue destruido tres veces entre 1929 y 1967. En la Guerra de independencia de Israel, en 1948, cambió de manos seis veces, y en 1967 fue blanco de la artillería que abría fuego desde posiciones jordanas. 
Su industria principal actualmente se relaciona con su hotel, pero también está construyendo un parque arqueológico. Los restos de un palacio y los acueductos han sido descubiertos en el lugar, quizás datando del Reino de Israel y demostrando la ocupación por los babilonios, los persas, los romanos y los hasmoneos.